# Verónica Castro
Verónica Judith Sainz Castro Alva (Mexico City, 19. listopada 1952.) meksička je glumica, pjevačica i model.

## Životopis

### Privatni život
Verónica Castro polusestra je glumice Angélice Rivere. Sestra je José Alberta Castra, Beatriz Castro i Fausta Sáinza. Također, Verónica ima sina Cristiána Castra.

### Karijera
Verónica je tijekom svoje karijere, tj. od 1966. godine pa sve do danas, ostvarila uloge u brojnim filmovima i telenovelama. Zbog svog je rada dva puta bila dobila nagradu Srebrnu božicu. Neki od filmova u kojima je sudjelovala su Dios se lo pague, El niño y el Papa, Chiquita pero picosa te El arte de engañar, a ističe se i njena glavna uloga u telenoveli Divlja ruža, te uloga Emme Costurere u televizijskoj seriji Mujeres asesinas. Također, glumila je u brojnim kazališnim predstavama.

## Kazalište
- 2008.: Chiquita Pero Picosa
- 1995.: La Mujer del Año
- 1983.: Los Amores De Verónica  u Argentini
- 1982.: Un Dia Con Charlie  u Argentini
- 1980.: Chiquita Pero Picosa
- 1979.: Trú Trú entre Tres
- 1978.: 24 Horas contigo
- 1978.: La Luna Azul
- 1977.: La Idiota
- 1976.: Coqueluche
- 1976.: Travesuras De Media Noche
- 1975.: Don Juan Tenorio
- 1971.: El Juego de Jugamos
- 1970.: Por eso Estamos Como Estamos
- 1970.: Romeo Y Julieta

## Albumi
- 2009.: Resurrección
- 2008.: Serie Diamante
- 2005.: Por esa Puerta
- 2003.: 70 Años Peerless Una Historia Musical
- 2002.: Imágenes
- 1999.: Ave Vagabundo
- 1997.: La Tocada
- 1996.: De Colección
- 1995.: La Mujer del Año
- 1993.: Vamonos al Dancing
- 1992.: Romantica Y Calculadora
- 1992.: Rap de La Movida
- 1990.: Solidaridad
- 1990.: Mi Pequeña Soledad
- 1990.: Viva La Banda
- 1988.: ¡Mamma Mia!
- 1988.: Maxi Disco Rosa Salvaje
- 1987.: Reina de la Noche
- 1986.: Maxi Disco Macumba
- 1986.: Simplemente Todo
- 1986.: Esa Mujer
- 1985.: Cantaré, cantarás
- 1983.: Tambien Romantica
- 1982.: Sábado en la Noche Tiki-Tiki
- 1982.: El Malas Mañas
- 1981.: Cosas de Amigos
- 1980.: Norteño
- 1979.: Aprendí a Llorar
- 1978.: Sensaciones
- 1974.: Verónica Castro

## Filmovi
- 1990.: Dios se lo pague
- 1986.: Chiquita pero picosa kao Florinda Benitez / Flor
- 1986.: El niño y el Papa  kao Alicia / Guadalupe
- 1985.: Nana
- 1980.: Navajeros  kao Toñi
- 1981.: Johnny Chicano
- 1977.: Nobleza ranchera
- 1975.: Acapulco 12-22
- 1975.: Guadalajara es México
- 1974.: El primer paso... de la mujer
- 1974.: La recogida
- 1973.: Mi mesera
- 1973.: Novios y amantes
- 1973.: Volveré a nacer kao María
- 1972.: Cuando quiero llorar no lloro
- 1972.: La fuerza inútil
- 1972.: El arte de engañar
- 1972.: El ausente.
- 1972.: Un sueño de amor
- 1972.: Bikinis y rock

## Telenovele
- 2009.: Los Exitosos Perez  kao Roberta Santos
- 2006.: Código Postal  kao Beatríz
- 1997.: Pueblo chico, infierno grande  kao Leonarda Ruán
- 1993.: Valentina  kao Valentina Isabel Montero / Valentina de los Ángeles
- 1990.: Mi pequeña Soledad  kao Isadora / Soledad
- 1987.: Divlja ruža  kao Rosa Garcia
- 1986.: Amor prohibido  kao Nora
- 1985.: Felicidad, ¿dónde estás?  kao Karina
- 1984.: Yolanda Luján  kao Yolanda Luján
- 1983.: Cara a cara  kao Laura
- 1982.: Verónica: El rostro del amor  kao Verónica
- 1981.: El derecho de nacer  kao María Elena
- 1979.: I bogati plaču  kao Mariana Villareal
- 1978.: Pasiones Encendidas  kao Martha
- 1976.: Mañana será otro día kao Gabriela
- 1975.: Barata de primavera  kao Karina Labrada
- 1972.: El edificio de enfrente
- 1971.: El amor tiene cara de mujer
- 1969.: No creo en los hombres

## Televizijske serije i emisije
- 2008.: Mujeres asesinas  kao Emma, Costurera
- 2007.: Mentiras y Verdades
- 2005.: Big Brother VIP 4
- 2005.: Big brother 3R
- 2004.: Big Brother VIP 3
- 2003.: Big Brother VIP 2
- 2002.: Big Brother VIP
- 1996.: La tocada
- 1995.: En la Noche
- 1993.: Y Vero América va!
- 1991.: La movida
- 1989.: Bienvenidos Aquí está
- 1988.: Mala Noche... ¡No!
- 1986.: Algo muy especial de Verónica Castro
- 1984.: Esta noche se improvisa
- 1980.: Noche a noche
- 1975.: Muy agradecido
- 1972.: Sábado '72
- 1972.: Revista musical Nescafe
- 1971.: Revista musical
- 1966.: Operación Ja Ja